# Такахара Ікуо
Ікуо Такахара (яп. 高原 郁夫, нар. 14 жовтня 1957) — японський футболіст, що грав на позиції нападника.
Виступав за клуб «Міцубісі Хеві Індустріс», а також національну збірну Японії.

## Клубна кар'єра
У дорослому футболі дебютував 1976 року виступами за команду клубу «Міцубісі Хеві Індустріс», кольори якої і захищав протягом усієї своєї кар'єри гравця, що тривала шість років. 

## Виступи за збірну
1980 року провів чотири гри у складі національної збірної Японії, забивши два голи. Згодом у формі головної команди країни на поле не виходив.

## Статистика виступів

### Статистика клубних виступів
| Сезон | Команда                   | Чемпіонат | Чемпіонат | Чемпіонат |
| Сезон | Команда                   | Ліга      | Ігор      | Голів     |
| ----- | ------------------------- | --------- | --------- | --------- |
| 1976  | «Міцубісі Хеві Індустріс» | ЯФЛ       | 0         | 0         |
| 1977  | «Міцубісі Хеві Індустріс» | ЯФЛ       | 2         | 1         |
| 1978  | «Міцубісі Хеві Індустріс» | ЯФЛ       | 10        | 3         |
| 1979  | «Міцубісі Хеві Індустріс» | ЯФЛ       | 17        | 4         |
| 1980  | «Міцубісі Хеві Індустріс» | ЯФЛ       | 18        | 3         |
| 1981  | «Міцубісі Хеві Індустріс» | ЯФЛ       | 17        | 4         |
|       | Усього                    |           | 64        | 15        |